# Coronel Sapucaia
Coronel Sapucaia, amtlich Município de Coronel Sapucaia, ist eine Stadt im brasilianischen Bundesstaat Mato Grosso do Sul in der Mesoregion Süd-West in der Mikroregion Iguatemi.

## Geschichte

### Herkunft des Namens
Coronel Sapucaia ist der dritte Namen der Gemeinde und erinnert an einen bedeutenden Offizier mit gleichem Namen. Der Coronel wurde am 30. Oktober 1918 in der Stadt Canoinhas geboren und studierte an der Militärhochschule von Rio de Janeiro. Er hat große Teile seiner aktiven Laufbahn in Ponta Porã gedient und sich bemüht, die Bevölkerung und Mato Grosso do Sul zu unterstützen. Er starb am 15. Januar 1963.

## Geografie

### Lage
Die Stadt liegt 420 km von der Hauptstadt des Bundesstaates (Campo Grande) und 1554 km von der Landeshauptstadt (Brasília) entfernt. Die Stadt grenzt an die Nachbarstädte  Capitán Bado (Paraguay), Ivinhema, Aral Moreira und  Paranhos.

### Klima
In der Stadt herrscht tropisches Höhenklima (Cwa).

### Gewässer
Die Stadt steht unter dem Einfluss des Río Paraguay und des Rio Paraná, die zum Flusssystem des Río de la Plata gehören.

### Vegetation
Das Gebiet ist ein Teil der Mata Atlântica (Atlantischer Regenwald).

### Verkehr
In der Stadt mündet die Landesstraße MS-165 in die Landesstraße MS-289.

### Durchschnittseinkommen und HDI
Das Durchschnittseinkommen lag 2011 bei 8556 Real, der Index der menschlichen Entwicklung (HDI) bei 0,589.